# 博物院駅
博物院駅（はくぶついんえき、中国語：博物院站、英語：Bowuyuan Station）は河北省石家庄市長安区にある石家荘地下鉄1号線の駅。2017年6月26日に、1号線の開業とともに供用開始された。計画時の駅名は『省博物館駅』。

## 位置
博物院駅は石家荘市長安区の中山東路と広安大街の交差点にある。

## 駅構造
島式ホーム1面2線の地下駅。
| 地上     | 出入口     | A、B、C、D出入口                       |
| 地下一階 | 駅ロビー   | 切符売り場                             |
| 地下二階 | 設備階     |                                        |
| 地下三階 | 線路       | ■1号線 西王方面 （次の駅：平安大街駅） |
| 地下三階 | 島式ホーム |                                        |
| 地下三階 | 線路       | ■1号線 福沢方面 （次の駅：体育場駅）   |

## 出入口
出入口は4つあるが、2つ使用されている。
| 出入口番号 | 出入口がある場所、その周辺                   |
| ---------- | -------------------------------------------- |
| 出口 · B   | 中山東路（南側）、石家荘文化広場、河北博物院 |
| 出口 · C   | 中山東路（南側）、石家荘文化広場、河北博物院 |

## 隣の駅
石家荘地下鉄
■1号線
平安大街駅 - 博物院駅 - 体育場駅